# Kreuzstetten
Kreuzstetten est une commune autrichienne du district de Mistelbach en Basse-Autriche.

## Histoire

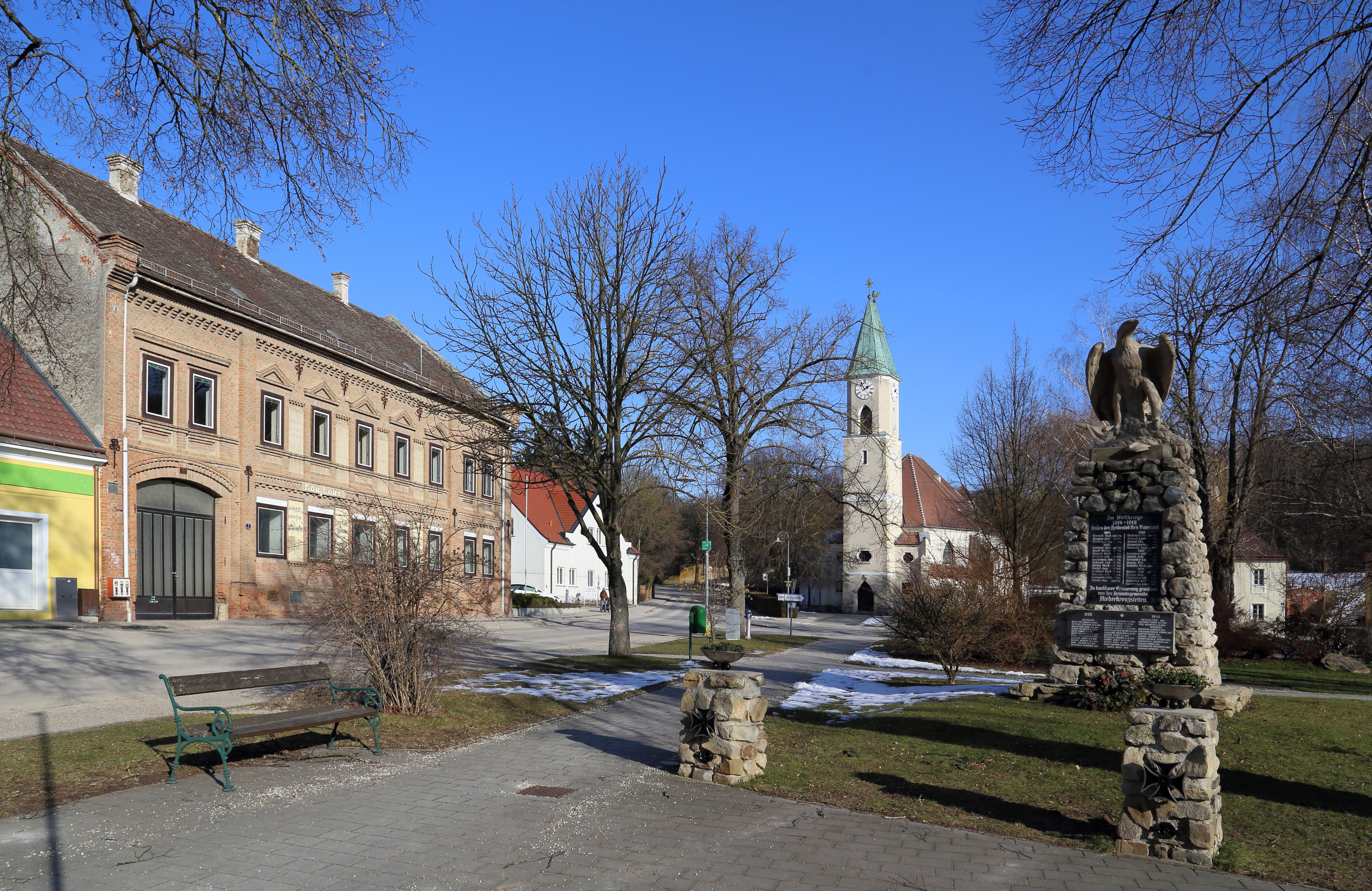
Niederkreuzstetten